# Guillermo Blest
William Cunningham Blest Maiben(Sligo, Irlanda, 1800-San Bernardo, Chile, 7 de febrero de 1884), conocido en español como Guillermo Blest, fue un médico irlandés radicado en Chile a principios del siglo XIX.

## Primeros años de vida
Nacido en un ambiente aristocrático, realizó sus estudios de medicina en la Universidad de Edimburgo, de donde egresó en 1821. Dentro de sus profesores destacaron Alexander Monro III, cirugía con James Rusell y Obstetricia con James Hamilton.
Participó de diversas sociedades médicas a lo largo de las más famosas urbes europeas.

### Llegada a Chile
Tras múltiples tertulias con gente del área de la salud se embarca en 1823 a Chile, exactamente a Valparaíso, para visitar a su hermano Andrés. Ejercerá su profesión con el nombre de Guillermo C. Blest.

### Matrimonio e hijos
Estableció en Talca relaciones con María de la Luz Gana, con la cual contrajo matrimonio y criaron a doce hijos de los cuales solo 7 llegaron a ser adultos, Guillermo y Alberto, ambos destacados literatos.

### Vida pública
Se nacionalizó chileno y fue candidato a diputado; resultó electo, no está claro, si diputado propietario o suplente, y no ha sido posible establecer su representación, es decir, por qué comuna del país fue electo. Pero figura en la Cámara de Diputados, período 1831-1834. Sí aparece en las Comisiones, como diputado reemplazante en la Comisión Permanente de Gobierno y Relaciones Exteriores; y en la de Educación y Beneficencia; e integró la Comisión Permanente de Actas de Elección.
Llegó al Senado, electo como senador suplente, sexto suplente, período 1873-1882. El período concluyó en 1876, en virtud de lo dispuesto en el Artículo 1° Transitorio de la Reforma Constitucional de 24 de octubre de 1874.
En el parlamento fue uno de los impulsores de la Beneficencia Pública, formando parte de la Junta Central. Fomentó la creación de hospitales, Cementerios, Casas de Huérfanos y otras instituciones que protegían la sociedad y se preocuparían del desvalido.